# Diogo Silvestre Bittencourt
Diogo Silvestre Bittencourt (* 30. Dezember 1989 in Paranavaí) ist ein brasilianischer Fußballspieler.

## Karriere

### Verein
Der 1,76 Meter große Defensivakteur Diogo Bittencourt stand zu Beginn seiner Karriere von 2007 bis Februar 2009 in Reihen der Reservemannschaft des FC São Paulo. In jenem Monat wechselte er auf Leihbasis bis in den April 2009 zu Toledo Colônia Work. Anschließend kehrte er zum FC São Paulo zurück. 2010 wurde er dort sechsmal in der Serie A eingesetzt. Ein Tor schoss er nicht. Von Mitte Februar 2011 wurde er bis Ende Juni 2011 an Goiás EC ausgeliehen und bestritt dort zehn Ligaspiele (kein Tor) und eine Begegnung (kein Tor) der Copa do Brasil. Anfang Juli wechselte er nach Belgien zum RSC Anderlecht. In der Saison 2011/12 ist dort kein Ligaeinsatz für ihn verzeichnet. In der Spielzeit 2012/13 stehen fünf absolvierte Partien in der Liga de Honra für die Zweite Mannschaft von Sporting Braga für ihn zu Buche. Die Portugiesen verliehen ihn im August 2013 an den CD Feirense, für den er in der Saison 2013/14 27 Ligaspiele bestritt und einmal ins gegnerische Tor traf. Seit der Apertura 2014 spielt er für den Club Atlético Peñarol. In der Saison 2014/15 wurde er bei den „Aurinegros“ 25-mal (ein Tor) in der Primera División und sechsmal (ein Tor) in der Copa Sudamericana 2014 eingesetzt. Es folgten in der Spielzeit 2015/16 15 weitere Erstligaeinsätze (ein Tor) und einer (kein Tor) in der Copa Libertadores 2016. Sein Klub gewann am Saisonende die Landesmeisterschaft. Mitte August 2016 wechselte er zu Estudiantes de La Plata. Bei den Argentiniern wurde er jedoch in keinem Pflichtspiel eingesetzt. Anfang Januar 2017 löste er seinen Vertrag bei Estudiantes auf und band sich vertraglich für ein Jahr an den uruguayischen Erstligisten Danubio FC. Die erste Hälfte der Saison 2018 verbrachte er dann bei CA Juventus, wo er nur zwei Mal zum Einsatz kam. Bis zum Jahresende stand er bei Associação Ferroviária de Esportes unter Vertrag und von März bis April 2019 beim Vitória Futebol Clube. Seitdem ist der Spieler ohne neuen Verein.

### Nationalmannschaft
Bei der U-20-Fußball-Südamerikameisterschaft 2009 in Venezuela bestritt er acht Partien für Brasilien und gewann am Ende das Turnier. Im gleichen Jahr kam er bei der U-20-Weltmeisterschaft in Ägypten sechsmal zum Einsatz.

### Erfolge
- Sieger der U-20-Fußball-Südamerikameisterschaft 2009
- Uruguayischer Meister: 2015/16